# Palais du Trocadéro
Palais du Trocadéro je bývalý výstavní palác v Paříži. Nacházel se v letech 1878-1937 v 16. obvodu na místě dnešního paláce Chaillot. Jednalo se o eklektickou stavbu v marockém a novobyzantském slohu.

## Historie
Palác navrhli architekti Gabriel-Jean-Antoine Davioud a Jules Bourdais pro světovou výstavu 1878. Po jejím skončení v paláci sídlilo Muzeum historických památek a etnografické muzeum, předchůdce dnešního Musée de l'Homme. Zahrady Trocadéro pod palácem navrhl Jean-Charles Alphand. Slavnostní sál paláce měl 5000 sedadel. Od roku 1880 se v paláci nacházela veřejná hvězdárna. Palác byl zbořen kvůli výstavbě paláce Chaillot pro světovou výstavu 1937.

## Dochované části paláce
- Sochy kontinentů, mladý slon v pasti, nosorožec a kůň jsou v blízkosti Musée d'Orsay, býk byl převezen do Nîmes
- 7 Rodinových maskaronů z fontány se nachází v parku u města Sceaux
- Dva býci byli umístěni u vchodu do jatek Vaugirard, dnešní Parc Georges-Brassens
- Varhany, které vytvořil Aristide Cavaillé-Coll, se dnes nacházejí v Lyonu.